# NGC 4396
NGC 4396 је спирална галаксија у сазвежђу Береникина коса која се налази на NGC листи објеката дубоког неба.
Деклинација објекта је + 15° 40' 16" а ректасцензија 12h 25m 59,2s. Привидна величина (магнитуда) објекта NGC 4396 износи 12,4 а фотографска магнитуда 13,1. NGC 4396 је још познат и под ознакама UGC 7526, MCG 3-32-34, CGCG 99-49, IRAS 12234+1556, VCC 865, KUG 1223+159, PGC 40622.